# Sankt Blasen
Sankt Blasen ist eine ehemals selbständige Gemeinde mit 555 Einwohnern (Stand: 31. Oktober 2013), im Gerichtsbezirk bzw. Bezirk Murau in der Steiermark. Am 1. Jänner 2015 wurde sie im Rahmen der Gemeindestrukturreform in der Steiermark mit der Gemeinde Sankt Lambrecht zusammengeschlossen. Die neue Gemeinde trägt den Namen „Sankt Lambrecht“.

## Geografie

### Geografische Lage

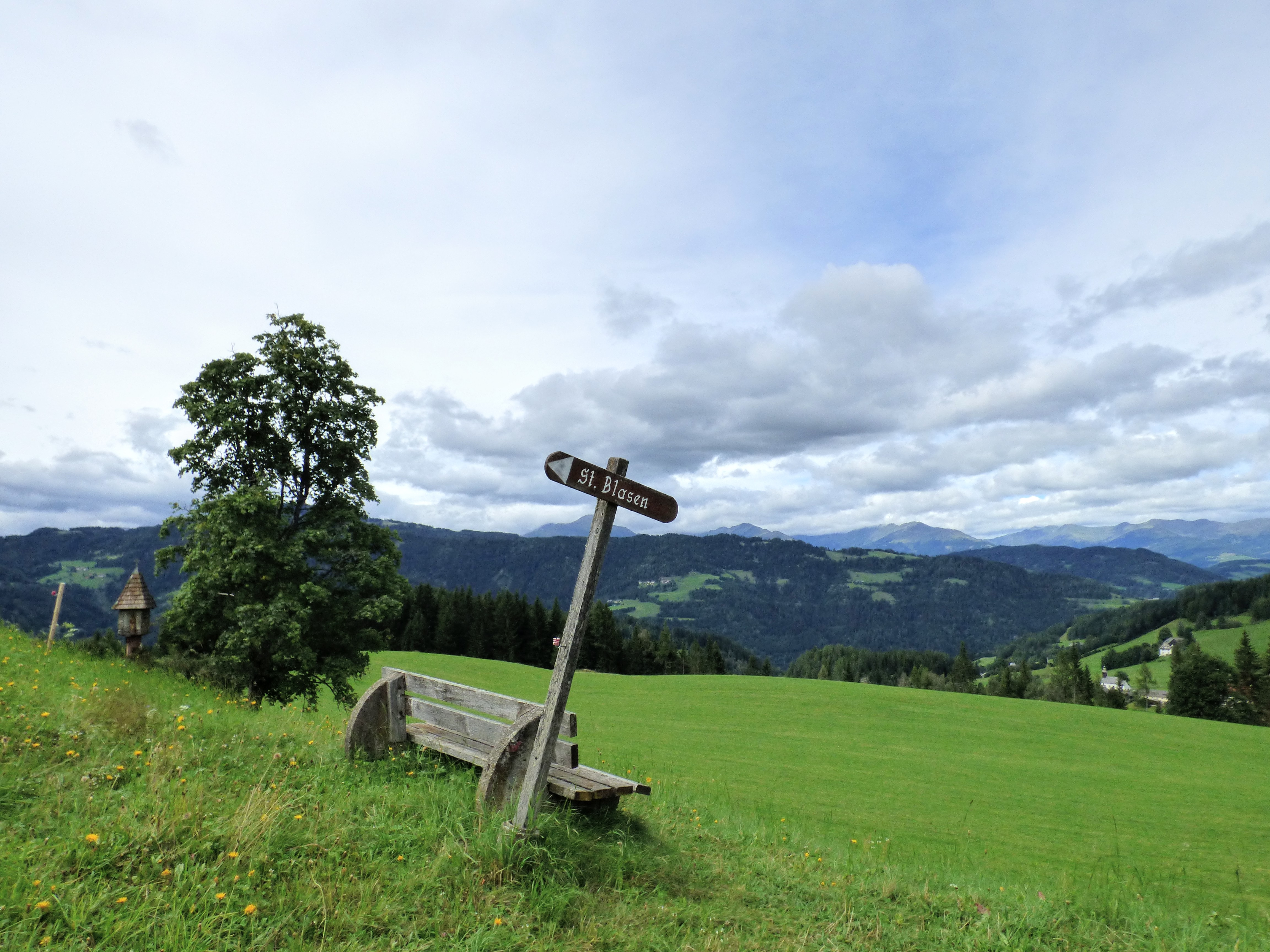
Am Weg von Karchau nach Sankt Blasen

Sankt Blasen liegt im steirisch-kärntnerischen Grenzgebirge. Das Hauptsiedlungsgebiet der Gemeinde liegt im östlichen Gemeindegebiet im so genannten Thajagraben westlich des Neumarkter Sattels.

### Nachbargemeinden
An Sankt Blasen grenzen (im Norden beginnend im Uhrzeigersinn) die Gemeinden:
- Frojach-Katsch
- Teufenbach
- Mariahof
- Zeutschach
- Sankt Lambrecht
- Laßnitz bei Murau
- Triebendorf

### Gemeindegliederung
Einzige Katastralgemeinde und Ortschaft der Gemeinde ist Sankt Blasen.

## Geschichte
Die Errichtung der politischen Gemeinde St. Blasen erfolgte 1849/50. Von 1945 bis 1951 verkehrte der Oberleitungsbus Sankt Lambrecht durch den Ort.

## Bevölkerung
Laut Volkszählungsergebnis hatte Sankt Blasen im Jahr 2001 686 Einwohner. Die Einwohner sind fast alle (98,7 %) im Besitz der österreichischen Staatsbürgerschaft und gehören ganz überwiegend (98,1 %) der römisch-katholischen Kirche an.
| Jahr | Einwohner |
| ---- | --------- |
| 1869 | 553       |
| 1880 | 564       |
| 1890 | 493       |
| 1900 | 517       |
| 1910 | 583       |
| 1923 | 582       |
| 1934 | 713       |

| Jahr | Einwohner |
| ---- | --------- |
| 1939 | 624       |
| 1951 | 647       |
| 1961 | 705       |
| 1971 | 670       |
| 1981 | 684       |
| 1991 | 686       |
| 2001 | 686       |
| 2013 | 555       |

## Politik

### Gemeinderat
Der Gemeinderat besteht aus 9 Mitgliedern und setzt sich seit der Gemeinderatswahl 2010 aus Mandaten der folgenden Parteien zusammen:
- 6 ÖVP
- 3 SPÖ

## Kultur und Sehenswürdigkeiten

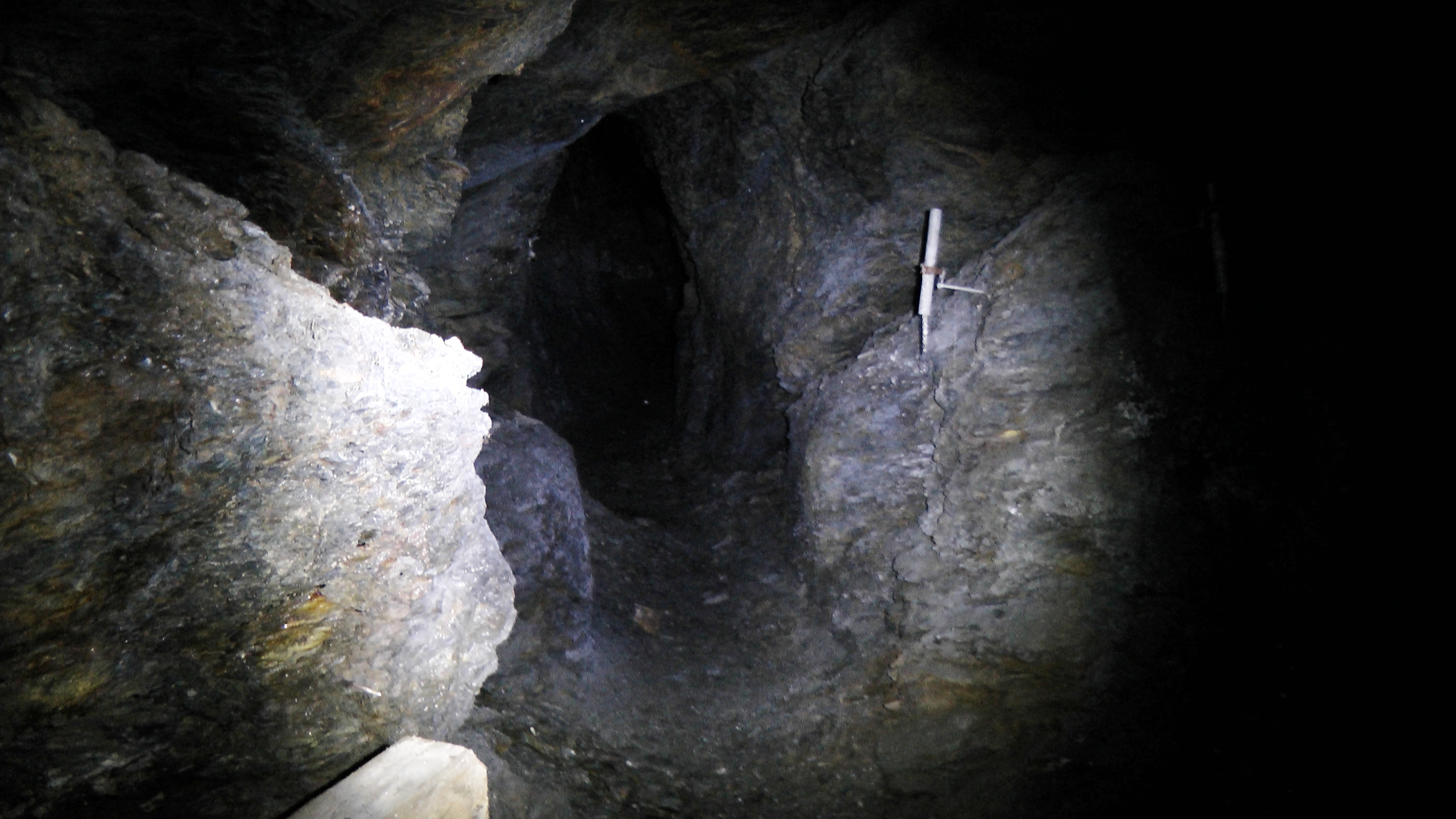
Arsenik Bergwerk

- Die barocke Filialkirche Sankt Blasen aus der ersten Hälfte des 18. Jahrhunderts.
- Historisches (17. Jh.) Arsenikbergwerk, Stolleneingang ausgeschildert, Führungen nur unregelmäßig.

## Persönlichkeiten

### Ehrenbürger
- 1979: Friedrich Niederl (1920–2012), Landeshauptmann der Steiermark 1971–1980[4]
- 2005: Erich Maierhofer ehemaliger Bürgermeister von St. Blasen

### Söhne und Töchter der Gemeinde
- Severin Kalcher (1855–1922), Abt